# Nederlandse kampioenschappen indooratletiek 1990
De Nederlandse kampioenschappen indooratletiek 1990 werden op 17 en 18 februari in de Houtrusthallen in Den Haag gehouden.

## Uitslagen

### 60 m
| rang   | atleet         | prestatie |
| ------ | -------------- | --------- |
| Goud   | Emiel Mellaard | 6,71 s    |
| Zilver | Frank Perri    | 6,86 s    |
| Brons  | Sammy Monsels  | 6,89 s    |

| rang   | atlete              | prestatie |
| ------ | ------------------- | --------- |
| Goud   | Nelli Fiere-Cooman  | 7,39 s    |
| Zilver | Edine van Heezik    | 7,50 s    |
| Brons  | Annerose Scholsberg | 7,56 s    |

### 200 m
| rang   | atleet          | prestatie |
| ------ | --------------- | --------- |
| Goud   | Jerry Achthoven | 21,59 s   |
| Zilver | Frank Perri     | 21,81 s   |
| Brons  | Hans Veurink    | 21,93 s   |

| rang   | atlete              | prestatie |
| ------ | ------------------- | --------- |
| Goud   | Gretha Tromp        | 23,89 s   |
| Zilver | Nelli Fiere-Cooman  | 23,92 s   |
| Brons  | Annerose Scholsberg | 24,56 s   |

### 400 m
| rang   | atleet            | prestatie |
| ------ | ----------------- | --------- |
| Goud   | Cees van Gelderen | 48,79 s   |
| Zilver | Leon Donners      | 48,90 s   |
| Brons  | Eelco Wapstra     | 49,17 s   |

| rang   | atlete            | prestatie |
| ------ | ----------------- | --------- |
| Goud   | Tanja van der Wal | 55,43 s   |
| Zilver | Yvonne van Dorp   | 55,46 s   |
| Brons  | Liesbeth Gijsen   | 55,83 s   |

### 800 m
| rang   | atleet        | prestatie |
| ------ | ------------- | --------- |
| Goud   | Léon Haan     | 1.52,58   |
| Zilver | Martijn Klaus | 1.53,46   |
| Brons  | Koen Stoker   | 1.53,86   |

| rang   | atlete          | prestatie |
| ------ | --------------- | --------- |
| Goud   | Elly van Hulst  | 2.04,43   |
| Zilver | Letitia Vriesde | 2.04,54   |
| Brons  | Anneke Schutte  | 2.05,48   |

### 1500 m
| rang   | atleet       | prestatie |
| ------ | ------------ | --------- |
| Goud   | Jan Jansen   | 3.49,43   |
| Zilver | Melchert Kok | 3.52,04   |
| Brons  | John Sloot   | 3.52,20   |

| rang   | atlete             | prestatie |
| ------ | ------------------ | --------- |
| Goud   | Elly van Hulst     | 4.24,95   |
| Zilver | Letitia Vriesde    | 4.25,16   |
| Brons  | Heidi van der Plas | 4.28,62   |

### 3000 m
| rang   | atleet        | prestatie |
| ------ | ------------- | --------- |
| Goud   | Han Kulker    | 8.07,08   |
| Zilver | Marc van Rooy | 8.08,38   |
| Brons  | René Godlieb  | 8.09,42   |

| rang   | atlete         | prestatie |
| ------ | -------------- | --------- |
| Goud   | Elly van Hulst | 9.04,87   |
| Zilver | Marjan Freriks | 9.09,46   |
| Brons  | Carlien Harms  | 9.12,19   |

### 5000 m snelwandelen
| rang   | atleet             | prestatie |
| ------ | ------------------ | --------- |
| Goud   | Harold van Beek    | 21.58,29  |
| Zilver | Ton van Andel      | 22.30,47  |
| Brons  | Hans van der Knaap | 23.10,58  |

### 60 m horden
| rang   | atleet        | prestatie |
| ------ | ------------- | --------- |
| Goud   | Robert de Wit | 8,11 s    |
| Zilver | James Sharpe  | 8,13 s    |
| Brons  | Marc Kok      | 8,14 s    |

| rang   | atlete           | prestatie |
| ------ | ---------------- | --------- |
| Goud   | Tineke Hidding   | 8,40 s    |
| Zilver | Ine Langenhuizen | 8,41 s    |
| Brons  | Esther Schouten  | 8,68 s    |

### hoogspringen
| rang   | atleet              | prestatie |
| ------ | ------------------- | --------- |
| Goud   | Ronald Naaktgeboren | 2,09 m    |
| Zilver | Henk-Jan Gebben     | 2,06 m    |
| Zilver | Rik Wijnants        | 2,06 m    |

| rang   | atlete                | prestatie |
| ------ | --------------------- | --------- |
| Goud   | Monique van der Weide | 1,81 m    |
| Zilver | Ella Wijnants         | 1,78 m    |
| Brons  | Mariette Versluis     | 1,75 m    |

### hink-stap-springen
| rang   | atleet        | prestatie |
| ------ | ------------- | --------- |
| Goud   | Paul Lucassen | 15,60 m   |
| Zilver | Erik Beaart   | 15,50 m   |
| Brons  | Arthur Lynch  | 15,42 m   |

### polsstokhoogspringen
| rang   | atleet          | prestatie |
| ------ | --------------- | --------- |
| Goud   | Richel Keijsers | 5,00 m    |
| Zilver | Robert de Wit   | 5,00 m    |
| Brons  | Marcel Dost     | 4,80 m    |

### verspringen
| rang   | atleet          | prestatie |
| ------ | --------------- | --------- |
| Goud   | Emiel Mellaard  | 8,01 m    |
| Zilver | Frans Maas      | 7,67 m    |
| Brons  | Jeroen Ooievaar | 7,36 m    |

| rang   | atlete           | prestatie |
| ------ | ---------------- | --------- |
| Goud   | Tineke Hidding   | 6,54 m    |
| Zilver | Edine van Heezik | 6,15 m    |
| Brons  | Esther Schouten  | 6,01 m    |

### kogelstoten
| rang   | atleet          | prestatie |
| ------ | --------------- | --------- |
| Goud   | Erik de Bruin   | 18,69 m   |
| Zilver | Andre Snoek     | 17,41 m   |
| Brons  | Shaun Pickering | 16,73 m   |

| rang   | atlete                  | prestatie |
| ------ | ----------------------- | --------- |
| Goud   | Deborah Dunant          | 17,02 m   |
| Zilver | Jacqueline Goormachtigh | 16,26 m   |
| Brons  | Mirjam van der Bremen   | 14,05 m   |

1969 · 
1970 · 
1971 · 
1972 · 
1973 · 
1974 · 
1975 · 
1976 · 
1977 · 
1978 · 
1979 ·
1980 · 
1981 · 
1982 · 
1983 · 
1984 · 
1985 · 
1986 · 
1987 · 
1988 · 
1989 · 
1990 · 
1991 · 
1992 · 
1993 · 
1994 · 
1995 · 
1996 · 
1997 · 
1998 · 
1999 · 
2000 · 
2001 · 
2002 · 
2003 · 
2004 · 
2005 · 
2006 · 
2007 · 
2008 · 
2009 · 
2010 · 
2011 · 
2012 · 
2013 · 
2014 ·
2015 ·
2016 ·
2017 ·
2018 ·
2019 · 
2020 · 
2021 · 
2022 · 
2023 · 
2024 · 
2025